# George Reber Wieland
Georges Reber Wieland (1865-1953) est un paléontologue et un paléobotaniste américain, spécialiste reconnu de l'étude des Cycas.

## Biographie
Né en Pennsylvanie, il fréquente l'université Yale, et s'illustre notamment durant la Guerre des os, travaillant pour le compte d'Othniel Charles Marsh à la collecte de fossiles.
Il est notamment reconnu pour avoir découvert et décrit la plus grande tortue jamais découverte, Archelon ischyros.
Georges Reber Wieland a découvert et baptisé de nombreuses espèces, notamment Archelon marshi, en 1900, en l'honneur de son mentor Othniel Charles Marsh (aujourd'hui assimilée à Archelon ischyros) et Protostega copei, en 1909, en l'honneur de son grand rival, Edward Drinker Cope, découvreur d'une autre tortue géante, Protostega gigas, à laquelle l'Archelon avait ravit la première place (aujourd'hui rebaptisée Microstega copei).
Après quelques années passées à étudier la paléontologie des Vertébrés aux côtés de Marsh, il se passionne pour la paléobotanique et se spécialise notamment dans l'étude des cycas. Il enrichit considérablement les collections du Museum de Yale.